# Сарижира
Сарижира́ (каз. Сарыжыра) — село у складі Зайсанського району Східноказахстанської області Казахстану. Входить до складу Кенсайського сільського округу.
Населення — 245 осіб (2021; 251 у 2009, 398 у 1999, 482 у 1989).
Національний склад станом на 1989 рік:
- казахи — 100 %